# Ministère de la Solidarité nationale, de la Famille et de la Condition de la femme
Le ministère de la Solidarité nationale, de la Famille et de la Condition de la femme est un ministère algérien chargé de la Solidarité nationale, de la Famille et de la Condition de la femme algérienne.
De 1963 à 2008, il est lié au Ministère du Travail, de l'Emploi et de la Sécurité sociale.

## Liste des ministres de la Solidarité nationale, de la Famille et de la Condition de la femme
| Ministre                   | Inititulé                                                                                     | Mandat                              | Gouvernement                                 |
| -------------------------- | --------------------------------------------------------------------------------------------- | ----------------------------------- | -------------------------------------------- |
| Mohamed Seghir Nekkache    | Ministre des Affaires sociales                                                                | 18 septembre 1963 - 2 décembre 1964 | Ben Bella II                                 |
| Mohamed Seghir Nekkache    | Ministre de la Santé publique, des Anciens moudjahidine et des Affaires sociales              | 2 décembre 1964 - 19 juin 1965      | Ben Bella III                                |
| Tedjini Haddam             | Ministre de la Santé publique, des Anciens moudjahidine et des Affaires sociales              | 20 juin 1965 - 10 juillet 1965      | Boumédiène I                                 |
| Abdelaziz Zerdani          | Ministre du Travail et des Affaires sociales                                                  | 10 juillet 1965 - 21 juillet 1970   | Boumédiène II                                |
| Mohamed Saïd Mazouzi       | Ministre du Travail et des Affaires sociales                                                  | 21 juillet 1970 - 23 avril 1970     | Boumédiène III                               |
|                            | Pas de ministre                                                                               | 23 avril 1970 - 22 janvier 1984     |                                              |
| Z'hour Ounissi             | Ministre de la Protection sociale                                                             | 22 janvier 1984 - 18 février 1986   | Brahimi I                                    |
| Monamed Nabi               | Ministre de la Protection sociale                                                             | 18 février 1986 - 9 novembre 1988   | Brahimi II                                   |
| Mohamed Nabi               | Ministre du Travail, de l'Emploi et des Affaires sociales                                     | 9 novembre 1988 - 9 septembre 1989  | Marbah                                       |
| Mohamed Ghrib              | Ministre des Affaires sociales                                                                | 9 septembre 1989 - 18 juin 1991     | Hamrouche                                    |
| Mohamed Salah Mentouri     | Ministre du Travail et des Affaires sociales                                                  | 18 juin 1991 - 22 février 1992      | Ghozali I                                    |
| Zahia Mentouri             | Ministre de la Santé et des Affaires sociales                                                 | 22 février 1992 - 19 juillet 1992   | Ghozali II                                   |
| Mâamar Benguerba           | Ministre de la Santé et des Affaires sociales                                                 | 19 juillet 1992 - 21 août 1993      | Abdesslam                                    |
| Lounès Bourenane           | Ministre du Travail et de la Protection sociale                                               | 21 août 1993 - 16 avril 1994        | Malek                                        |
| Mohamed Laïchoubi          | Ministre du Travail et de la Protection sociale                                               | 16 avril 1994 - 27 novembre 1995    | Sifi I                                       |
| Mohamed Laïchoubi          | Ministre du Travail et de la Protection sociale                                               | 27 novembre 1995 - 5 janvier 1996   | Sifi II                                      |
| Hacène Laskri              | Ministre du Travail, de la Protection sociale et de la Formation professionnelle              | 5 janvier 1996 - 23 décembre 1999   | Ouyahia I Ouyahia II Hamdani                 |
| Bouguerra Soltani          | Ministre du Travail et de la Protection sociale                                               | 23 décembre 1999 - 31 mai 2001      | Benbitour Benflis I                          |
| Mohamed Larbi Abdelmoumene | Ministre du Travail et de la Protection sociale                                               | 31 mai 2001 - 17 juin 2002          | Benflis II                                   |
| Tayeb Louh                 | Ministre du Travail et de la Sécurité sociale                                                 | 17 juin 2002 - 4 juin 2007          | Benflis III Ouyahia III                      |
| Tayeb Louh                 | Ministre du Travail, de l'Emploi et de la Sécurité sociale                                    | 4 juin 2007 - 23 juin 2008          | Belkhadem II                                 |
| Djamel Ould Abbes          | Ministre de la Solidarité nationale, de la Famille et de la Communauté nationale à l'étranger | 23 juin 2008 - 28 mai 2010          | Ouyahia VI Ouyahia VII Ouyahia VIII          |
| Said Barkat                | Ministre de la Solidarité nationale et de la Famille                                          | 28 mai 2010 - 3 septembre 2012      | Ouyahia IX                                   |
| Souad Bendjaballah         | Ministre de la Solidarité nationale, de la Famille et de la Condition féminine                | 3 septembre 2012 - 5 mai 2014       | Sellal I Sellal II                           |
| Mounia Meslem              | Ministre de la Solidarité nationale, de la Famille et de la Condition de la femme             | 5 mai 2014 - 25 mai 2017            | Sellal III Sellal IV                         |
| Ghania Eddalia             | Ministre de la Solidarité nationale, de la Famille et de la Condition féminine                | 25 mai 2017 - 4 janvier 2020        | Tebboune Ouyahia X Bedoui                    |
| Kaouthar Krikou            | Ministre de la Solidarité nationale, de la Famille et de la Condition de la femme             | 4 janvier 2020 - 18 novembre 2024   | Djerad I, II et III Benabderrahmane/Larbaoui |
| Soraya Mouloudji           | Ministre de la Solidarité nationale, de la Famille et de la Condition de la femme             | 18 novembre 2024 - en fonction      | Larbaoui II                                  |